# Tung Chung Wan
Tung Chung Wan (kinesiska: 东涌灣, 东涌湾) är en vik i Hongkong (Kina). Den ligger i den västra delen av Hongkong.